# Кургоковский
Кургоко́вский — аул в Успенском районе Краснодарского края. Административный центр муниципального образования «Кургоковское сельское поселение»

## География
Аул расположен в северо-восточной части Успенского района, на левом берегу реки Кубань. Находится в 5 км к северо-востоку от районного центра — Успенское, в 33 км к юго-востоку от города Армавир и в 250 км к юго-востоку от города Краснодар. В 6 км к югу от аула расположен железнодорожный разъезд Кургоковский.
Площадь территории сельского поселения составляет — 17,16 км2.
Граничит с землями населённых пунктов: Успенское на юго-западе, Державный на северо-западе, Весёлый на северо-востоке, Маламино на юго-востоке и Белецкий на юге.
Аул расположен в переходной зоне от равнинной в предгорную. Рельеф местности представляет собой в основном холмистую местность. Долина реки Кубань сильно изрезана и имеет скалистые выступы. Средние высоты на территории сельского поселения составляют 225 метра над уровнем моря. На территории сельского поселения развиты черноземы предкавказские и предгорные. В пойме рек пойменные луговые почвы.
Гидрографическая сеть представлена рекой Кубань. К юго-западу от аула в неё впадает левый приток Овечка. 
Климат умеренно-тёплый. Среднегодовая температура воздуха положительная и составляет около +10,8°С. Средняя температура июля +22,7°С, средняя температура января -1,6°С. Максимальная показатели температуры могут достигать +40°С, минимальная может опускаться до -25°С. Среднегодовое количество осадков составляет около 600 мм в год. Основная их часть приходится на период с апреля по июнь.

## История
Аул был основан в 1844 году одним из адыгских (черкесских) субэтносов — бесленеевцами..
В конце XVIII века, бесленеевцы проживавшие вдоль Кубани на его среднем и верхнем течениях, были одними из ближайших соседей Русской Империи наступавших на Северный Кавказ.
В 1830—1840 годах появились Зеленчукская, Урупская и Лабинская кордонные линии, целью которых, по словам генерала К. Ф. Сталя, было «покорение беглых кабардинцев, бесленеевцев и абазин». Большая их часть, не желая подчиняться, отступала всё дальше к Черному морю. Остававшаяся малая часть стала сосредотачиваться вместе и основывать новые поселения, так как прежние аулы были либо сожжены или разрушены.
В 1844 году 80 семей бесленеевцев, ранее проживавших в районе реки Ходзь, переселились в район современного аула, во главе с князем Капщако Кургоковым (Кургоко). Своё название аул получил от имени князя основателя — Кургоко.
После завершения Кавказской войны, в ходе вызванного ею мухаджирства, многие жители аула были переселены в другие мусульманские страны. Мухаджирство продолжалось вплоть до начала XX века, что вызвало стремительное сокращение населения аула. В 1871 году население аула составляло 996 человек.  
В конце XIX века, несколько раз вновь поднимался вопрос о депортации семей, проживавших в ауле Кургоковский. В итоге, в 1895 году, из 1 256 жителей аула было депортировано 496 человек (82 семьи из 200). Аул Шелюкей (адыг. Щэлыкъуей), располагавшийся чуть восточнее, в районе современного села Маламино, был полностью переселён в Турцию. 
В 1920 году после установления в ауле советской власти, был основан отдельный Кургоковский сельский совет.
Ныне Кургоковский является одним из пяти аулов где сохранился бесленеевский диалект, являющийся переходным от кабардино-черкесского языка к адыгейскому.

## Население
| 2002 | 2010 | 2012 | 2013 | 2014 | 2015 | 2016 |
| ---- | ---- | ---- | ---- | ---- | ---- | ---- |
| 509  | ↗526 | ↘523 | ↗527 | ↗536 | ↗548 | ↘528 |
| 2017 | 2018 | 2019 | 2020 | 2021 | 2023 |      |
| ↗538 | ↘536 | ↘533 | ↘531 | ↘458 | ↘450 |      |

Плотность — 26.22 чел./км2. 
Национальный состав
По данным Всероссийской переписи населения 2010 года:
| Народ   | Численность, чел. | Доля от всего населения, % |
| ------- | ----------------- | -------------------------- |
| черкесы | 493               | 93,73 %                    |
| русские | 17                | 3,23 %                     |
| другие  | 16                | 3,04 %                     |
| всего   | 526               | 100 %                      |

По данным Всероссийской переписи населения 2021 года:
| Народ             | Численность, чел. | Доля от всего населения, % |
| ----------------- | ----------------- | -------------------------- |
| черкесы           | 421               | 91,92 %                    |
| русские           | 24                | 5,24 %                     |
| другие/не указано | 13                | 2,84 %                     |
| всего             | 458               | 100,0 %                    |

Половозрастной состав
По данным Всероссийской переписи населения 2010 года:
| Возраст     | Мужчины, чел. | Женщины, чел. | Общая численность, чел. | Доля от всего населения, % |
| ----------- | ------------- | ------------- | ----------------------- | -------------------------- |
| 0 — 14 лет  | 50            | 47            | 97                      | 18,44 %                    |
| 15 — 59 лет | 167           | 167           | 334                     | 63,50 %                    |
| от 60 лет   | 33            | 62            | 95                      | 18,06 %                    |
| Всего       | 250           | 276           | 526                     | 100,0 %                    |

Мужчины — 250 чел. (47,5 %). Женщины — 276 чел. (52,5 %).

## Ислам

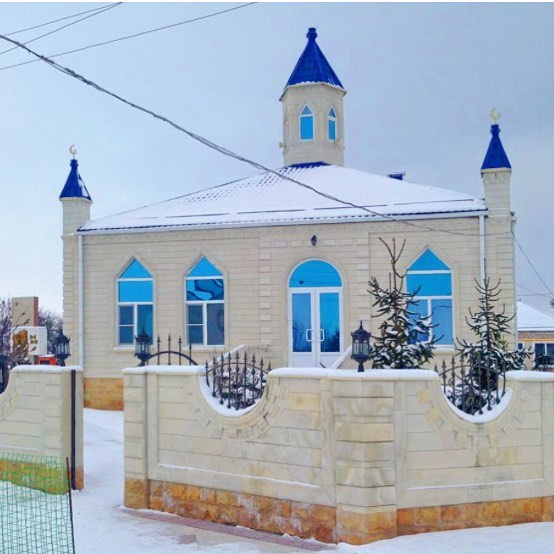
Аульская мечеть

До 1930-х годов в ауле действовало две мечети, располагавшиеся в восточной и центральной частях населённого пункта. Впоследствии, в советское время, старая мечеть была разобрана, а центральная мечеть сначала было превращено в помещение для показа кинофильмов, а позже также разобрана.
В августе 1994 года, на месте старой центральной мечети была открыта новая мечеть. 
- Местная мусульманская религиозная организация — ул. Центральная, 16 «а».

## Образование
- Средняя общеобразовательная школа № 17 — ул. Мира, 33.

## Здравоохранение
- Участковая больница — ул. Мира, 27.

## Культура
- Дом культуры —  ул. Центральная, 16.

Общественно-политические организации:
- Адыгэ Хасэ

## Экономика
Основной экономической специализацией аула является сельское хозяйство. Наибольшее развитие получили технические и зерновые культуры. К юго-западу от населённого пункта расположены карьеры.

## Улицы
На территории аула зарегистрировано 10 улиц:

| Восточная  |
| Западная   |
| Кавказская |
| Калинина   |

| Кутузова    |
| Мира        |
| Октябрьская |

| Прикубанская |
| Свободная    |
| Центральная  |